# کنیل‌ورت (پنسیلوانیا)
کنیل‌ورت (به انگلیسی: Kenilworth) یک منطقهٔ مسکونی در ایالات متحده آمریکا است که در پنسیلوانیا واقع شده‌است. کنیل‌ورت ۱٬۹۰۷ نفر جمعیت دارد.